# Latin NCAP

Logo

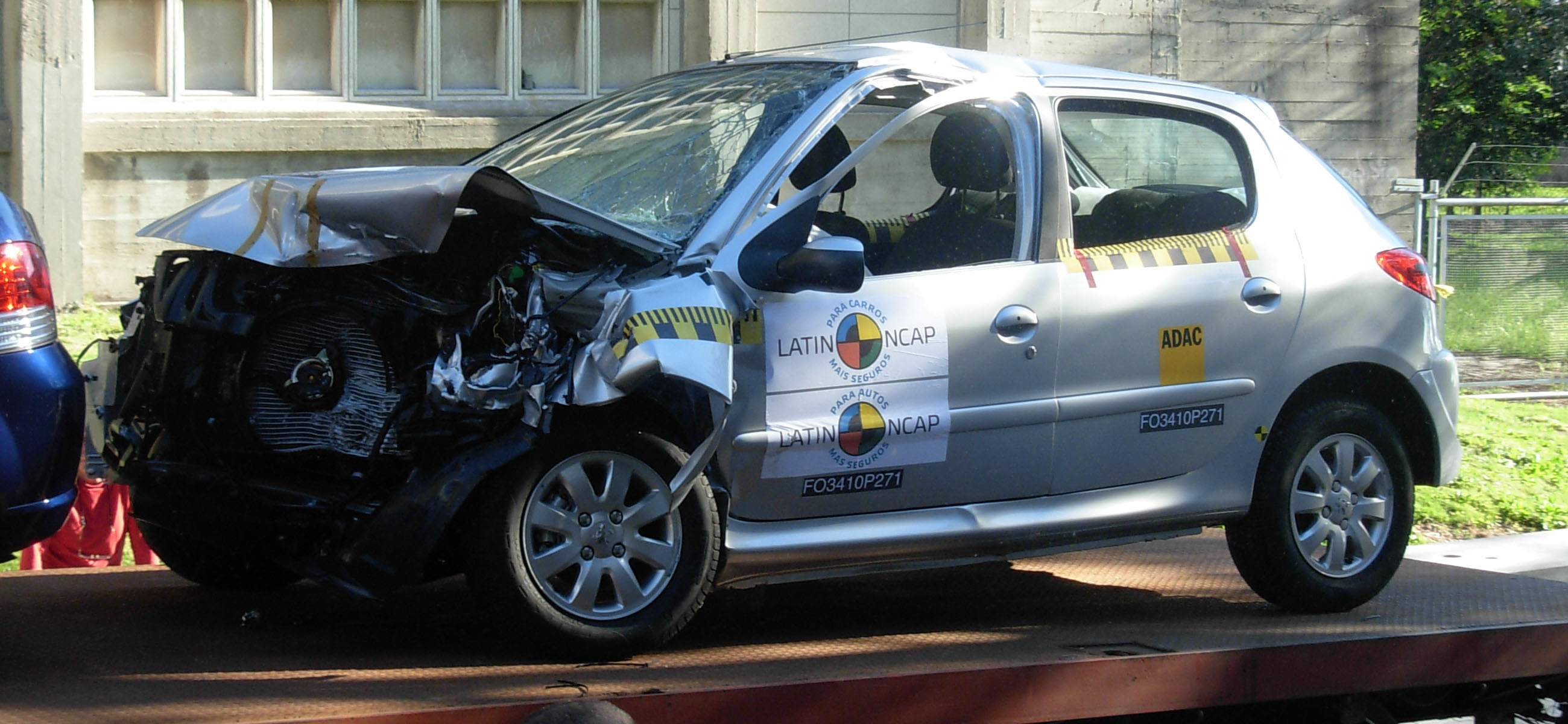
Um Peugeot 207 Compact após um teste de colisão frontal do Latin NCAP na Faculdade de Engenharia da Universidade da República em Montevidéu, Uruguai.

O Latin New Car Assessment Programme (Latin NCAP) ("Programa de Avaliação de Carros Novos para a América Latina e o Caribe") é um programa de avaliação de segurança automotiva fundado em outubro de 2010 pela Federação Internacional do Automóvel (FIA), International Consumer Research & Testing e a fundação Gonzalo Rodríguez. A iniciativa tem o apoio do Banco Interamericano de Desenvolvimento (BID), adotando a metodologia utilizada pela Euro NCAP. O objetivo é testar a segurança ativa e passiva dos carros novos vendidos na América Latina e no Caribe.

## Metodologia

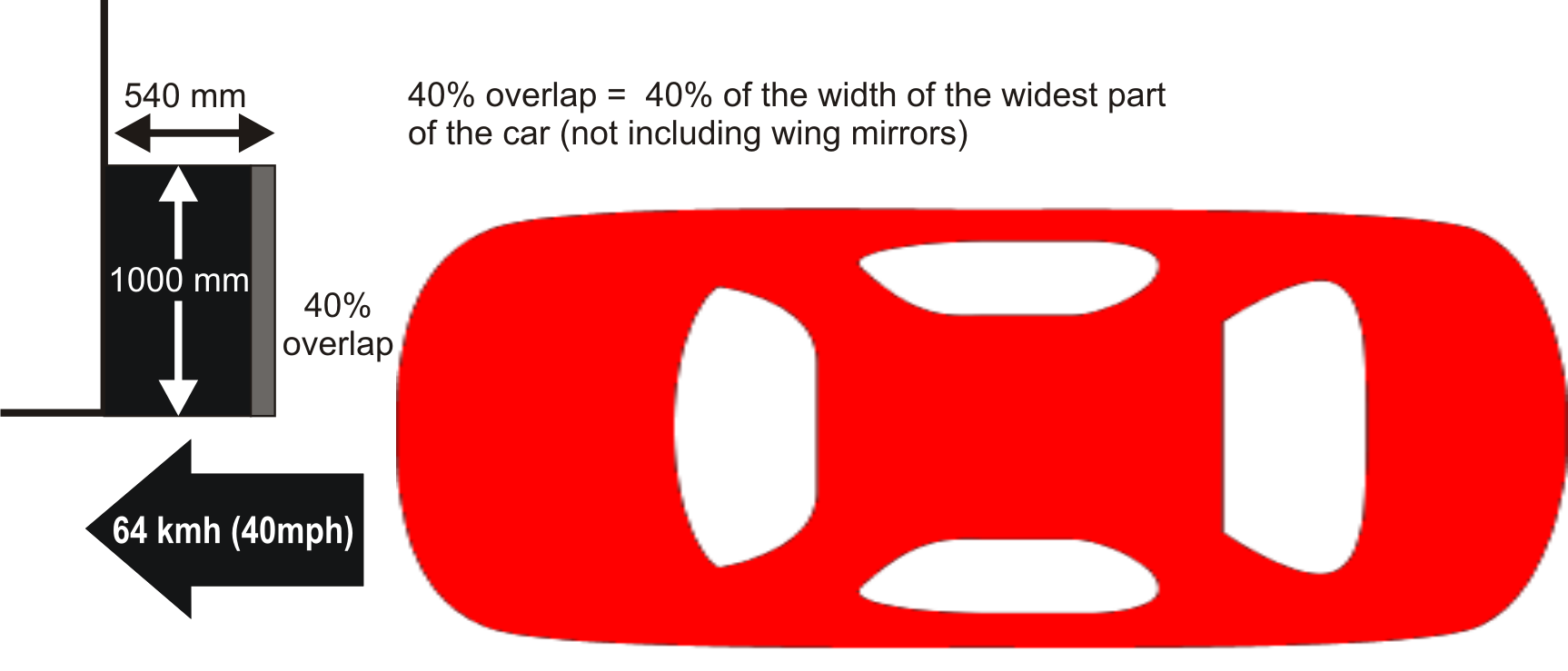
Ilustração do teste de colisão frontal

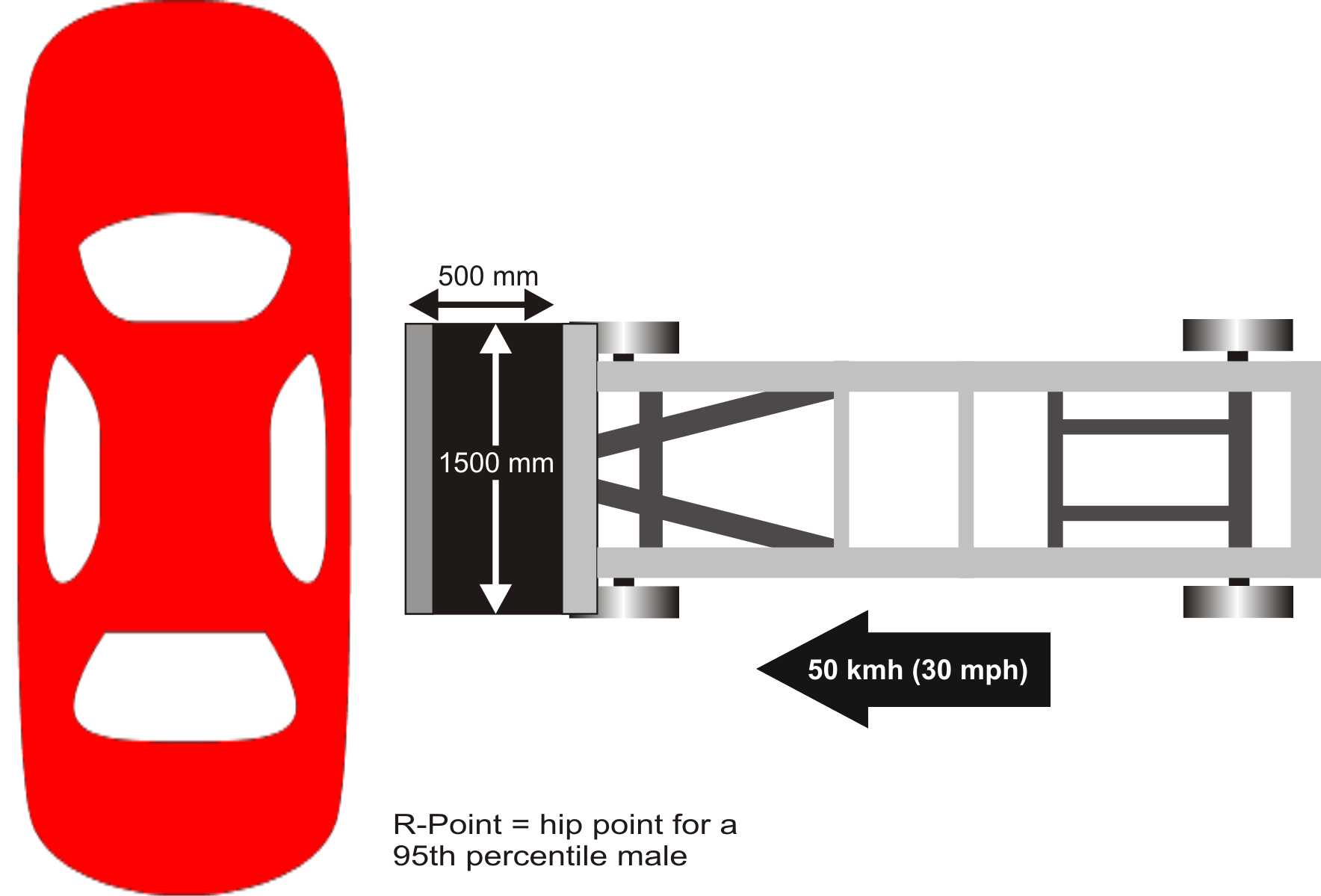
Ilustração do teste de colisão lateral

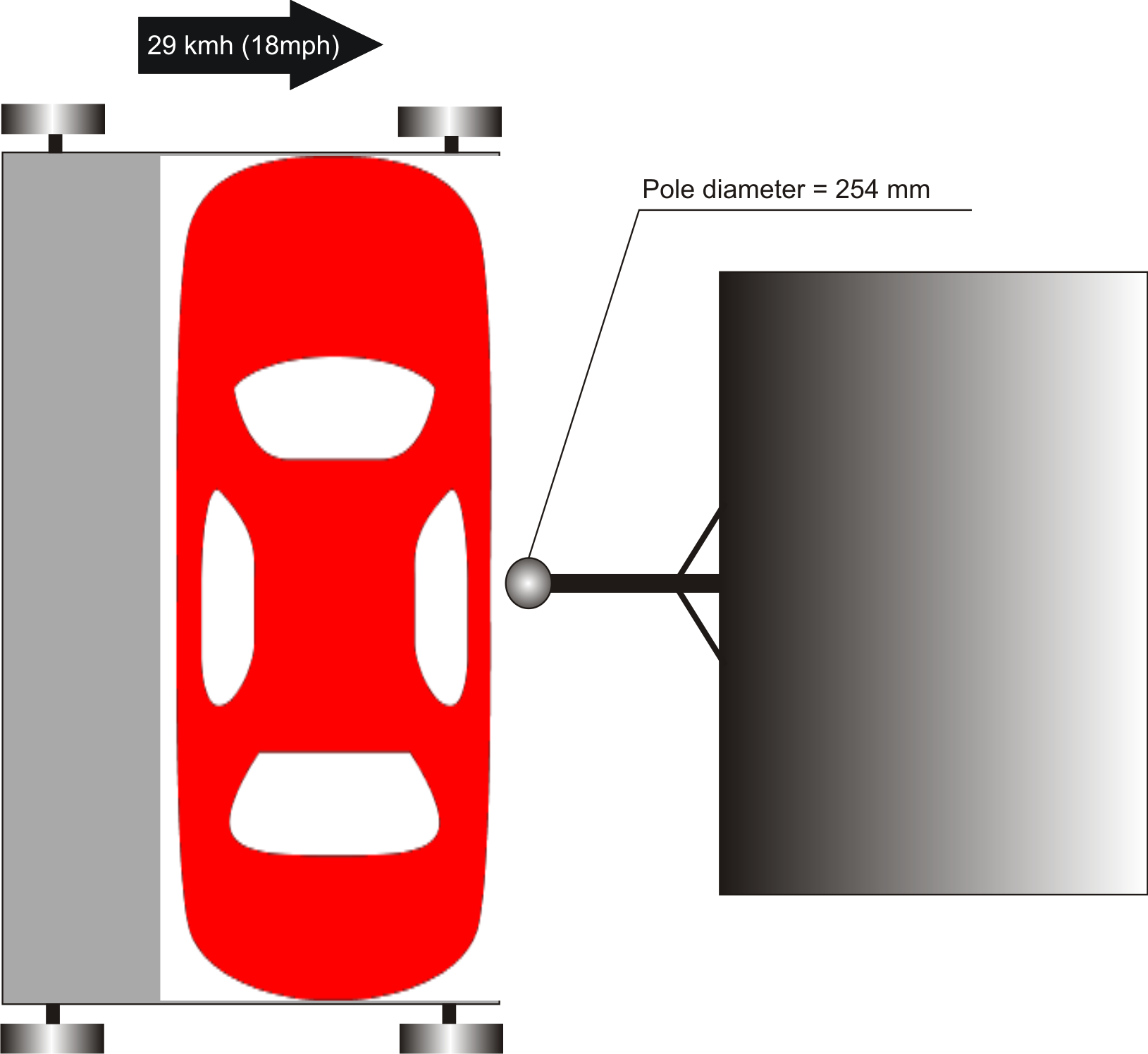
Ilustração do teste de colisão lateral de poste

Normalmente, os carros selecionados estão na lista dos mais vendidos por categoria e contam com o equipamento mais básico disponível no mercado. Os carros podem ser comprados com o orçamento disponível para o programa ou por meio de patrocínio da fabricante. Não importando a forma, são comprados em concessionárias independentes e selecionadas aleatoriamente, com a fatura sendo enviada à fabricante, se for o caso. O teste de colisão é feito em um laboratório perto de Munique, na Alemanha.
A classificação é baseada no número de estrelas: quanto maior o número, mais seguro é o automóvel. O número de estrelas é individual para crianças e adultos, é sempre inteiro e vai de zero a cinco. Há também uma pontuação numérica para ocupantes adultos (até 16 pontos de 2010 a 2012; até 17 pontos de 2013 a 2015 e até 34 pontos de 2016 em diante) e crianças (até 49 pontos). Quanto maior a pontuação, melhor o resultado.
No teste de colisão frontal, o carro atinge em 40% de sua largura máxima (excluindo espelhos retrovisores) uma barreira deformável (para simular um outro automóvel com massa e deformação similares) a 64 km/h. Na frente, são colocados dois dummies que simulam adultos de estatura média; atrás, dois dummies de crianças com 18 meses e 3 anos, com cadeirinhas de retenção adequadas à idade. Os dummies contam com várias leituras diferentes (tais como de carga e aceleração) para avaliar a segurança dos ocupantes em caso de uma real colisão.
No teste de colisão lateral, o carro, que se encontra parado, é atingido a 50 km/h por um carrinho que conta com uma barreira deformável montada na frente, formando um ângulo reto em relação ao automóvel. Para se ter 5 estrelas, a aprovação no teste é obrigatória. O teste é feito por pedido e patrocínio da fabricante e/ou em caso de um bom desempenho na colisão frontal.
O teste lateral de poste foi introduzido em 2016 para simular uma colisão com objetos mais rígidos (como postes ou árvores). Trata-se de um carrinho levando o veículo a 32 km/h contra um mastro de 25 cm de diâmetro. Apenas um dummie adulto é colocado no lado do motorista. A aprovação neste teste é obrigatória para se ter 5 estrelas.
O número de estrelas não é determinado apenas pelo desempenho nos testes de colisão e/ou número de pontos. A segurança ativa dos modelos testados também é considerada. Para se conseguir três estrelas para adultos, o sistema antibloqueio das rodas (ABS) é requerido. O lembrete do uso do cinto de segurança é obrigatório em pelo menos dois lugares na frente, para assim conseguir 4 ou 5 estrelas. A partir de 2016, o controle eletrônico de estabilidade (ESC) é exigido para o alcance das 5 estrelas.
Em adição à avaliação ativa e passiva com estrelas, a partir de 2016 há os prêmios Latin NCAP Advanced, para modelos de 5 estrelas que oferecem tecnologias de segurança adicionais ao requerido atualmente pela organização. As tecnologias incluídas são: proteção para pedestres e a frenagem autônoma de emergência (AEB).

## Protocolos
Os resultados são agrupados em 5 classes cada vez mais exigentes:
- 2010-2015
- 2016-2019
- 2020-2025 (semelhante a Euro NCAP 2014)[12][13]
- 2026-2029 (baseado em Euro NCAP 2019)[14][15]
- 2030+

## Avaliações
| Fabricante Modelo     | Airbag? | Data de divulgação | Passageiro adulto | Passageiro infantil Máx: 49.00 pts | Estrutura |
| --------------------- | ------- | ------------------ | ----------------- | ---------------------------------- | --------- |
| BYD F0                | Não     | 2016/08            | 00% (00.00 de 34) | 26% (12.65)                        | Estável   |
| Chery Novo QQ         | Não     | 2015/07            | 00% (00.00 de 17) | 06% (03.00)                        | Instável  |
| Chevrolet Aveo        | 2       | 2017/12            | 51% (17.49 de 34) | 61% (30.11)                        | Instável  |
| Chevrolet N300        | Não     | 2017/08            | 35% (11.92 de 34) | 27% (13.28)                        | Instável  |
| Chevrolet Spark       | Não     | 2016/09            | 00% (00.00 de 34) | 18% (08.78)                        | Estável   |
| Chevrolet Sail        | Não     | 2016/04            | 00% (00.00 de 34) | 47% (23.21)                        | Instável  |
| Chevrolet Aveo        | Não     | 2015/11            | 00% (00.00 de 17) | 37% (17.93)                        | Instável  |
| Chevrolet Onix        | 2       | 2017/05            | 00% (00.00 de 17) | 56% (27.38)                        | Estável   |
| Chevrolet Onix        | 2       | 2014/12            | 63% (10.67 de 17) | 41% (20.14)                        | Estável   |
| Chevrolet Spark       | Não     | 2014/08            | 00% (00.00 de 17) | 33% (16.29)                        | Instável  |
| Chevrolet Malibu      | 10      | 2013/11            | 86% (14.56 de 17) | 17% (08.57)                        | Estável   |
| Chevrolet Agile       | Não     | 2013/07            | 00% (00.00 de 17) | 33% (16.35)                        | Instável  |
| Chevrolet Celta       | Não     | 2011/08            | 24% (03.82 de 16) | 46% (22.68)                        | Instável  |
| Chevrolet Corsa       | Não     | 2011/08            | 14% (02.28 de 16) | 19% (09.16)                        | Instável  |
| Chevrolet Cruze       | 2       | 2011/08            | 82% (13.18 de 16) | 67% (32.59)                        | Estável   |
| Chevrolet Meriva      | 1       | 2010/08            | 54% (08.64 de 16) | 18% (09.04)                        | Instável  |
| Citroën C3            | 2       | 2015/04            | 66% (11.19 de 17) | 46% (22.67)                        | Instável  |
| Fiat Mobi             | 2       | 2017/08            | 56% (19.20 de 34) | 55% (26.98)                        | Estável   |
| Fiat Novo Palio       | 2       | 2016/08            | 53% (18.09 de 34) | 64% (31.57)                        | Estável   |
| Fiat Novo Palio       | 2       | 2015/07            | 67% (11.34 de 17) | 52% (25.28)                        | Estável   |
| Fiat Novo Palio       | Não     | 2014/08            | 00% (00.00 de 17) | 37% (18.01)                        | Estável   |
| Fiat Novo Palio       | 2       | 2014/08            | 64% (10.84 de 17) | 42% (20.37)                        | Estável   |
| Fiat Novo Uno         | Não     | 2011/07            | 13% (02.00 de 16) | 42% (20.73)                        | Instável  |
| Fiat Palio ELX 1.4    | 1       | 2010/08            | 67% (10.65 de 16) | 43% (21.27)                        | Instável  |
| Fiat Palio ELX 1.4    | Não     | 2010/08            | 31% (04.89 de 16) | 46% (22.51)                        | Instável  |
| Ford Ka               | 2       | 2017/10            | 00% (00.00 de 34) | 63% (30.98)                        | Estável   |
| Ford Ranger           | 2       | 2016/04            | 90% (30.62 de 34) | 82% (40.17)                        | Estável   |
| Ford Ka               | 2       | 2015/11            | 72% (12.17 de 17) | 62% (30.58)                        | Estável   |
| Ford EcoSport         | 2       | 2013/11            | 86% (14.64 de 17) | 63% (31.00)                        | Estável   |
| Ford Focus            | 2       | 2013/11            | 97% (16.52 de 17) | 78% (38.06)                        | Estável   |
| Ford EcoSport         | 2       | 2013/03            | 80% (13.64 de 17) | 63% (31.00)                        | Estável   |
| Ford New Fiesta       | 2       | 2012/06            | 80% (12.87 de 16) | 77% (37.80)                        | Estável   |
| Ford Focus hatch      | 2       | 2011/09            | 85% (13.53 de 16) | 69% (33.68)                        | Estável   |
| Ford Ka               | Não     | 2011/07            | 15% (02.37 de 16) | 62% (30.52)                        | Instável  |
| Geely CK              | Não     | 2010/08            | 07% (01.06 de 16) | 42% (20.37)                        | Instável  |
| Honda Fit             | 2       | 2015/11            | 96% (16.26 de 17) | 81% (39.48)                        | Estável   |
| Honda City            | 2       | 2015/11            | 95% (16.07 de 17) | 85% (41.81)                        | Estável   |
| Honda HR-V            | 2       | 2015/11            | 98% (16.70 de 17) | 88% (43.30)                        | Estável   |
| Honda City            | 2       | 2012/06            | 75% (12.03 de 16) | 78% (37.99)                        | Estável   |
| Hyundai Creta         | 2       | 2015/12            | 92% (15.57 de 17) | 61% (29.87)                        | Estável   |
| Hyundai i10           | Não     | 2015/09            | 00% (00.00 de 17) | 42% (20.81)                        | Instável  |
| Hyundai HB20          | 2       | 2013/11            | 81% (13.80 de 17) | 70% (34.52)                        | Estável   |
| Hyundai HB20          | 2       | 2013/03            | 60% (10.23 de 17) | 10% (04.77)                        | Estável   |
| JAC J3                | 2       | 2012/05            | 22% (03.50 de 16) | 27% (13.03)                        | Instável  |
| Jeep Renegade         | 2       | 2015/07            | 95% (16.12 de 17) | 89% (43.54)                        | Estável   |
| Kia New Rio Sedan     | 1       | 2017/08            | 69% (23.55 de 34) | 37% (18.27)                        | Estável   |
| Kia Rio Sedan         | Não     | 2017/05            | 00% (00.00 de 34) | 33% (16.15)                        | Estável   |
| Kia Picanto           | Não     | 2016/06            | 00% (00.00 de 34) | 27% (13.30)                        | Estável   |
| Lifan 320             | Não     | 2014/12            | 00% (00.00 de 17) | 10% (04.72)                        | Instável  |
| Mitsubishi Pajero     | 3       | 2015/12            | 98% (16.70 de 17) | 63% (31.04)                        | Estável   |
| Nissan Kicks          | 2       | 2017/12            | 74% (25.39 de 34) | 76% (37.41)                        | Instável  |
| Nissan Murano         | 7       | 2017/12            | 84% (32.65 de 34) | 71% (34.66)                        | Estável   |
| Nissan March          | 2       | 2016/12            | 72% (12.32 de 17) | 24% (11.58)                        | Estável   |
| Nissan Versa          | 2       | 2016/12            | 71% (12.03 de 17) | 37% (18.22)                        | Estável   |
| Nissan Murano         | 7       | 2016/12            | 67% (22.81 de 34) | 72% (35.22)                        | Instável  |
| Nissan Tiida Sedan    | 2       | 2015/09            | 77% (13.08 de 17) | 38% (18.67)                        | Estável   |
| Nissan Tiida Sedan    | Não     | 2015/04            | 00% (00.00 de 17) | 33% (16.41)                        | Estável   |
| Nissan Sentra B13     | Não     | 2013/07            | 06% (01.00 de 17) | 00% (00.00)                        | Instável  |
| Nissan March          | 2       | 2011/11            | 48% (07.62 de 16) | 20% (09.68)                        | Instável  |
| Nissan Tiida Hatch    | 2       | 2011/11            | 82% (13.12 de 16) | 19% (09.29)                        | Estável   |
| Nissan Tiida Hatch    | 1       | 2011/05            | 60% (09.54 de 16) | 16% (08.00)                        | Estável   |
| Peugeot 208           | 2       | 2016/06            | 54% (18.27 de 34) | 63% (30.65)                        | Estável   |
| Peugeot 208           | 2       | 2014/08            | 74% (12.64 de 17) | 57% (28.13)                        | Estável   |
| Peugeot 207           | 1       | 2010/08            | 45% (07.13 de 16) | 33% (16.26)                        | Instável  |
| Peugeot 207           | Não     | 2010/08            | 40% (06.32 de 16) | 33% (16.25)                        | Instável  |
| Renault Kwid          | 4       | 2017/11            | 67% (22.85 de 34) | 69% (33.87)                        | Estável   |
| Renault Captur        | 4       | 2017/06            | 89% (30.27 de 34) | 69% (33.68)                        | Estável   |
| Renault Duster        | 1       | 2015/09            | 65% (11.00 de 17) | 44% (21.37)                        | Instável  |
| Renault Clio          | Não     | 2013/07            | 00% (00.00 de 17) | 18% (09.00)                        | Instável  |
| Renault Fluence       | 2       | 2012/09            | 75% (11.97 de 16) | 43% (20.92)                        | Instável  |
| Renault Sandero       | Não     | 2012/04            | 29% (04.61 de 16) | 38% (18.78)                        | Instável  |
| SEAT Ateca            | 7       | 2017/03            | 96% (32.65 de 34) | 87% (42.48)                        | Estável   |
| SEAT León ST          | 6       | 2015/04            | 87% (14.71 de 17) | 89% (43.39)                        | Estável   |
| SEAT León             | 6       | 2013/07            | 85% (14.52 de 17) | 79% (38.55)                        | Estável   |
| Suzuki Swift          | 2       | 2014/11            | 60% (10.12 de 17) | 07% (03.41)                        | Instável  |
| Suzuki Alto           | Não     | 2013/07            | 00% (00.00 de 17) | 51% (25.00)                        | Instável  |
| Suzuki Celerio        | 2       | 2013/07            | 76% (12.99 de 17) | 37% (17.92)                        | Estável   |
| Toyota Corolla        | 7       | 2017/09            | 87% (29.60 de 34) | 91% (44.88)                        | Estável   |
| Toyota RAV4           | 3       | 2015/12            | 97% (16.41 de 17) | 75% (36.57)                        | Estável   |
| Toyota Hilux (Arg)    | 3       | 2015/12            | 92% (15.71 de 17) | 90% (44.25)                        | Estável   |
| Toyota Hilux (Tai)    | 3       | 2015/09            | 93% (15.79 de 17) | 77% (37.54)                        | Estável   |
| Toyota Corolla        | 3       | 2014/10            | 93% (15.83 de 17) | 84% (41.25)                        | Estável   |
| Toyota Etios          | 2       | 2012/10            | 80% (12.87 de 16) | 28% (13.78)                        | Estável   |
| Toyota Corolla        | 1       | 2010/08            | 85% (13.60 de 16) | 26% (12.68)                        | Estável   |
| Volkswagen Polo       | 4       | 2017/09            | 95% (32.13 de 34) | 88% (43.00)                        | Estável   |
| Volkswagen Golf (Bra) | 7       | 2017/03            | 98% (33.30 de 34) | 89% (43.52)                        | Estável   |
| Volkswagen Fox        | 2       | 2015/12            | 67% (11.34 de 17) | 43% (21.23)                        | Estável   |
| Volkswagen Jetta      | 2       | 2015/11            | 87% (14.73 de 17) | 70% (34.16)                        | Estável   |
| Volkswagen Golf (Méx) | 7       | 2014/10            | 97% (16.56 de 17) | 90% (44.30)                        | Estável   |
| Volkswagen up!        | 2       | 2014/01            | 93% (15.86 de 17) | 81% (39.54)                        | Estável   |
| Volkswagen Jetta      | 2       | 2013/11            | 90% (15.34 de 17) | 80% (39.20)                        | Estável   |
| Volkswagen Bora       | 2       | 2012/08            | 64% (10.27 de 16) | 73% (35.82)                        | Instável  |
| Volkswagen Polo       | 2       | 2012/08            | 71% (11.34 de 16) | 75% (36.95)                        | Estável   |
| Volkswagen Gol        | 1       | 2010/08            | 63% (10.01 de 16) | 43% (21.16)                        | Instável  |
| Volkswagen Gol        | Não     | 2010/08            | 36% (05.75 de 16) | 39% (18.89)                        | Instável  |